# Muzzle
«Muzzle» (с англ. — «Морда») — песня американской рок-группы The Smashing Pumpkins из альбома Mellon Collie and the Infinite Sadness (1995). Это была одна из последних композиций, написанных Билли Корганом для данной пластинки, её текст отсылает к тому, как, по мнению автора, его в то время воспринимала публика. Ходили слухи, что эта песня должна была быть выпущена в качестве пятого сингла пластинки, о чем свидетельствовал тот факт, что её предварительно разослали на многие радиостанции в формате промосингла. Однако, в итоге, вместо неё была выбрана композиция «Thirty-Three».
Ходили слухи, что для «Muzzle» было снято музыкальное видео (ещё с Джимми Чемберлином в составе), но его, якобы, решили не выпускать. В дальнейшем Билли Корган опроверг эти предположения. The Smashing Pumpkins исполнили «Muzzle» во время выступления на шоу «Late Night with Conan O’Brien» со своим новым ударником Мэттом Уокером, который отыграл в группе до 1998 года.

## Список композиций
US promo CD
1. «Muzzle» (Билли Корган) — 3:43

## Чарты
| Чарт (1996)                       | Высшая позиция |
| --------------------------------- | -------------- |
| Канада (RPM Rock/Alternative)     | 1              |
| США (Billboard Radio Songs)       | 57             |
| США (Billboard Alternative Songs) | 8              |
| США (Billboard Mainstream Rock)   | 10             |